# 河南广播电视台国际频道
河南广播电视台国际频道（HNTV International）是河南广播电视台于2013年4月16日经过国家新闻出版广电总局批复后正式开始组建的一个24小时不间断播出的国际电视频道，2014年1月1日正式开播，2024年6月12日与重庆国际频道一同停播。由亚太V号—138.0°E通信卫星“中国电视节目长城平台”提供信号支持，讯号覆盖全球。河南广播电视台国际频道的部分节目来自河南卫视的王牌节目。节目内容多属于与中国传统文化相关。